# Остров потерянных душ (фильм, 1932)
Остров потерянных душ (англ. Island of Lost Souls) — фильм ужасов режиссёра Эрла Кентона, первая экранизация романа Герберта Уэллса «Остров доктора Моро».

## Сюжет
Корабль плывет через океан. Матросы видят за бортом бессознательного человека и подбирают его. Пассажир корабля, человек по фамилии Монтгомери, берёт заботу о потерпевшем на себя. Очнувшись, потерпевший представляется Эдвардом Паркером, пассажиром погибшего корабля «Леди Вейн».
В Лондоне, родном городе Паркера, обнародуют списки погибших и пропавших без вести пассажиров «Леди Вейн». Паркер, которого официально ещё не обнаружили, также включен в список. Его невеста Рут Томас скорбит, но вскоре получает от жениха телеграмму, в которой он сообщает, что скоро приедет.
Паркер узнает, что Монтгомери куда-то перевозит диких животных в сопровождении своего слуги по имени Млинг. Когда капитан избивает Млинга, Паркер заступается за слугу и ссорится с капитаном.
Вскоре корабль подплывает к острову, на котором живёт Монтгомери. Паркер решает остаться на острове на ночь, а утром отплыть на лодке до ближайшей суши. На острове живут дикари, прислуживающие Монтгомери и ученому-биологу по фамилии Моро. Белые люди жестоко управляют аборигенами с помощью хлыстов. После ужина Моро просит Паркера не выходить из комнаты. Оставив гостя, Моро уходит в свою лабораторию, велит находящейся там Женщине-пантере побеседовать с Паркером: расспросить обо всем, рассказать об острове, не упоминая при этом о Законе, хлыстах и Доме страданий. Во время разговора они слышат крики. Паркер интересуется, что это, и Женщина-пантера проговаривается о Доме страданий. Прибежав на крик, Паркер видит, как Моро и Монтгомери оперируют некое антропоморфное существо. Он понимает, что стал свидетелем операции по превращению животного в человека, а также то, что все обитатели острова — жертвы таких же экспериментов, зверолюди. Он предлагает новой подруге сбежать, но они не находят выхода из дома. Вместо этого они сталкиваются с племенем дикарей, которые нападают на них. Неожиданно начавшуюся свалку останавливает существо, известное как Глашатай Закона, и требует от соплеменников остановиться и зачитать по памяти Закон: «Не есть ни рыбы, ни мяса — это Закон. Разве мы не люди?» и др. За толпой незаметно наблюдает доктор Моро. После окончания церемонии он рассказывает Паркеру историю своих экспериментов.
Утром герои находят лодку Паркера затопленной зверолюдьми.
В Лондоне люди, пережившие крушение «Леди Вейн», возвращаются на корабле домой. Рут не видит Эдварда среди них и спрашивает о нём капитана Дэвиса (того самого, который подобрал Паркера), но тот ничего не хочет говорить. С помощью отца Рут узнает, что её жених сейчас на некоем острове.
Женщина-пантера влюбляется в Паркера, и он, забыв о Рут, отвечает ей взаимностью, но вскоре узнает, что она — не человек, как он думал раньше, а зверочеловек — ещё одно творение доктора Моро. Он приходит в ярость и ссорится с доктором. Доктор, осмотрев женщину, понимает, что она начала возвращаться к первоначальному состоянию.
Рут приплывает на остров Моро и почти сразу сталкивается со зверолюдьми, начавшими деградировать до обычных зверей. Моро объясняет все экспериментами. За гостями незаметно подсматривает Женщина-пантера, все ещё влюбленная в Эдварда и ревнующая его к Рут.
Ночью зверолюди восстают и убивают Глашатая Закона, своих хозяев и друг друга и сжигают «Дом страданий» — лабораторию Моро. Эдвард и Рут успевают спастись и отплывают на корабле домой.

## В ролях
- Ричард Арлен — Эдвард Паркер
- Чарльз Лоутон — доктор Моро
- Лейла Хайамс — Рут Томас, невеста Паркера
- Бела Лугоши — Глашатай Закона
- Кэтлин Берк — женщина-пантера
- Артур Хол — Монтгомери
- Стэнли Филдс — Дэвис, капитан корабля, подобравший Паркера
- Тецу Комай — Млинг, слуга Монтгомери
- Джордж Ирвинг — американский консул, отец Рут

### В титрах не указаны
- Боб Кортман — Хоган, матрос

#### Зверолюди
- Джо Бономо
- Бастер Броди — человек-свинья
- Бастер Крэбб
- Чарльз Гемора — человек-горилла
- Джон Джордж
- Алан Лэдд (в титрах не указан)
- Константин Романофф
- Дьюк Йорк

#### Роль неизвестна
- Роберт Милэк
- Роберт П. Керр
- Эванджелус Бербас
- Джек Бардетт

## Отличия от романа
- В романе Уэллса фамилия главного героя Прендик, а не Паркер, однако во всех экранизация книги неблагозвучная фамилия изменяется.
- Любовные линии, женские персонажи и сцены в Лондоне не имеют корней в романе.
- Уэллс описывал доктора Моро как худого бородатого старика около восьмидесяти лет, в фильме же доктор намного моложе и полнее.
- Монтгомери в оригинале был блондином, в фильме он брюнет.
- В романе корабль, подобравший героя, погибает вскоре после отплытия от острова.
- В фильме полностью отсутствует эпилог романа, где герой сходит с ума и становится социофобом.
- В романе Моро скрывался на острове от правосудия после скандала из-за практикуемой им вивисекции, а Монтгомери — из-за некоего скандала, причиной которого стали алкоголизм и «одна туманная ночь». В фильме мотивы прибытия Моро и Монтгомери на остров не раскрыты.